# Machaerium eggersii
Machaerium eggersii är en ärtväxtart som beskrevs av Frederico Carlos Hoehne. Machaerium eggersii ingår i släktet Machaerium och familjen ärtväxter. Inga underarter finns listade i Catalogue of Life.